# Caponguinha (Pindoretama)
Caponguinha é um distrito do município brasileiro de Pindoretama, no litoral leste da Região Metropolitana de Fortaleza, no estado do Ceará. De acordo com o Instituto Brasileiro de Geografia e Estatística(IBGE), sua população no ano de 2010 era de 1,606 habitantes, sendo 843 mulheres e 763 homens, possuindo um total de 498 domicílios particulares. Foi criado pela Lei Municipal nº 242, de 06 de setembro de 2005.